# Ligdia obscura
Ligdia obscura är en fjärilsart som beskrevs av Barend J. Lempke 1951. Ligdia obscura ingår i släktet Ligdia och familjen mätare. Inga underarter finns listade i Catalogue of Life.